# Torcida Jovem
Torcida Jovem (español: Hinchada Joven; pronunciación en portugués: /toʁˈsidɐ ˈʒɔvẽ/ ) es una torcida organizada,  o grupo ultra, del Santos Futebol Clube, un club de fútbol profesional brasileño con sede en Santos, Brasil. Fundado en 1969 por un grupo de hinchas,  el grupo se propuso como objetivo asistir a todos los partidos que el club disputaba en la capital paulista .  Con más de 70.000 miembros, es uno de los grupos de apoyo más grandes de Brasil.  El actual presidente es André Vinícius "Deko".  El Grêmio Recreativo Cultural Social Escola de Samba Torcida Jovem, conocida popularmente simplemente como Torcida Jovem, es una escuela de samba de São Paulo, Brasil.

## Historia

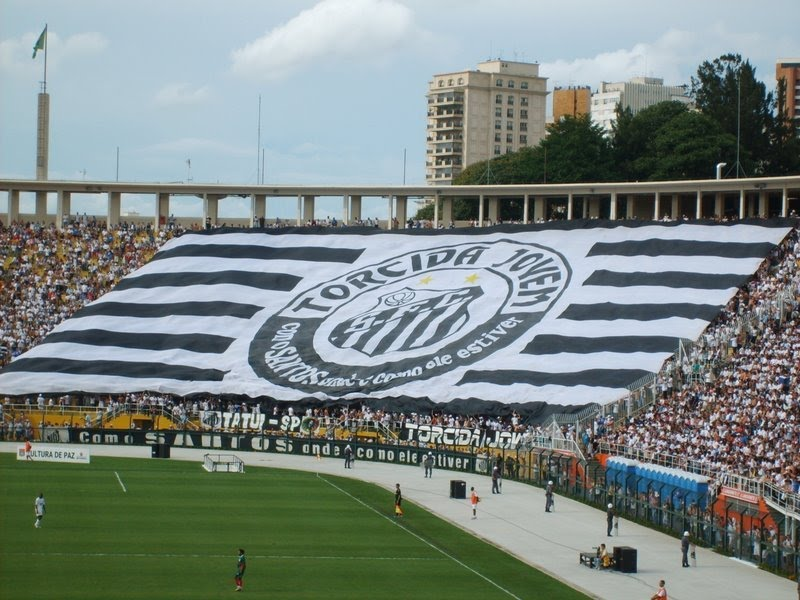
Bandera de Torcida Joven

A finales de la década de 1960, cuando la afición del Santos FC no se extendía más allá de los límites de la ciudad de Santos, un grupo de hombres se propuso a asistir a todos los partidos que el equipo jugaba en São Paulo.  Después de algunos partidos, el grupo comenzó a organizar viajes juntos a cualquier estadio estatal para popularizar la idea de apoyar al club y contrarrestar las provocaciones de otros aficionados rivales.  La costumbre de asistir masivamente a los partidos del club se volvió tan común que en 1969 decidieron dar origen a una peñista oficial uniformada que asistiera a todos los partidos que disputaba el equipo.  Trece personas impulsaron la creación de Torcida Jovem,  siendo Cosmo Damião, German, Toboggan, Menezes, Celso Jatene, Mestre Pedrão, China, Chacrinha, Magrão, Zuca, Almir y Zé Miguel los principales líderes de facto.  El 26 de septiembre de 1969, cuando el club regresaba de otra exitosa gira, invicto en una serie de siete partidos en Europa, el grupo se reunió en una antigua casa del tradicional barrio de Brás, en São Paulo.  Se decidió llamar al grupo «Torcida Jovem» ya que los fundadores no tenían más de 21 años. La casa de Cosmo se convirtió en la primera sede oficial de la primera peña organizada del Santos FC.  El primer testigo de la firma del éxito del club se produjo el 19 de noviembre de ese mismo año en Río de Janeiro  en un partido contra Vasco da Gama en donde Pelé marcó su gol número 1.000 en el Estadio Maracaná . Al año siguiente, la Torcida Jovem se hizo presente durante la campaña victoriosa de Brasil durante la Copa Mundial de la FIFA 1970 disputada en México.   
En 1970, la Torcida Jovem participó en la oposición en la elección del Santos,  y desde entonces ha participado en la vida política del club, incluida la elección de representantes al consejo deliberante del club. Las preocupaciones de la afición comenzaron entonces a no limitarse sólo al club, sino que se extendieron a la oposición al Régimen Militar en Brasil.
En 1978, Torcida Jovem  se traslada al barrio de Bixiga. Un año después, en 1979, debutó en el carnaval de São Paulo como bloque carnavalesco, participando del desfile oficial de la União das Escolas de Samba de São Paulo (en español: Unión de Escuelas de Samba de San Pablo). 
En 2003, se convirtió en escuela de samba de una cuadra. Hace unos años se trasladó al barrio Jardim Aricanduva,  que fue el escenario del desfile del año 2004, donde Jovem  logró su primer título como escuela de samba. En 2009, desfiló en el Grupo 1 de la UESP, equivalente a la tercera división del carnaval de São Paulo. Al año siguiente quedó subcampeón, ascendiendo así al Grupo Access en 2011, cuando homenajeó a Pelé . Después de varios problemas con el desfile, incluido un retraso de 40 minutos, Torcida Jovem  volvió a descender al Grupo 1.
Después de 11 años compitiendo en el tercer grupo, Torcida Jovem ganó el título de Access 2 en el carnaval de 2023, ascendiendo a Access 1 el año siguiente. 
Actualmente, su sede está ubicada en Jardim Aricanduva, en el este de San Pablo.    

## Nota
1. ↑   Address Headquarters and Gymnasium of Torcida Jovem of Santos FC: Rua Doutor Luís Carlos, 1 - Jardim Aricanduva - CEP: 03405-100 - East Zone of São Paulo.[4]